# Viola marcetii
Viola marcetii är en violväxtart som beskrevs av Wilhelm Becker. Viola marcetii ingår i släktet violer, och familjen violväxter. Inga underarter finns listade i Catalogue of Life.